# Matt Dodson
Matthew „Matt“ Dodson (* 19. April 1971) ist ein australischer Basketballtrainer.

## Laufbahn
Dodson spielte ab dem Alter von zwölf Jahren Basketball beim Norwood Flames Basketball Club, einem Verein in der Stadt Adelaide, ging später auf das Australian Institute of Sport und wurde in die australische Juniorennationalmannschaft berufen.
Als Trainer arbeitete Dodson in seinem Heimatland ebenfalls für die Norwood Flames. Er zog 2005 nach Deutschland, seine deutsche Ehefrau Kristina Barenhoff spielte in der 2. Basketball-Bundesliga für Quakenbrück und Köln. Dodson war Co-Trainer beim Regionalligisten UBC Münster und dann zwischen Januar 2007 und 2008 Cheftrainer der DJK Köln-Nord in der 2. Damen-Bundesliga.
Im Mai 2008 wechselte Dodson zum Quakenbrücker TSV und war dort als Jugendtrainer und Jugendkoordinator tätig. Unter anderem war er in der Saison 2008/09 Cheftrainer der Zweitliga-Damenmannschaft des Vereins und zwischen 2009 und 2012 Cheftrainer der Quakenbrücker Mannschaft in der Nachwuchs-Basketball-Bundesliga (NBBL). Darüber hinaus trainierte er weitere Mannschaften im Jugendbereich sowie zeitweilig auch die Herren-Mannschaft in der Oberliga.
2013 verließ er Quakenbrück und zog zurück ins Rheinland, wo er in der Saison 2013/14 zusammen mit Wolfhard Stricker das Trainergespann bei den Damen der RheinStars Köln in der 2. Bundesliga bildete. Ab Dezember 2014 war Dodson Co-Trainer der Kölner Herrenmannschaft, zunächst in der Regionalliga, dann in der 2. Bundesliga ProA. Zusätzlich hatte er von 2014 bis 2016 das Amt des Cheftrainers der U19-Mannschaft in der NBBL inne.
Als Arne Woltmann im März 2017 entlassen wurde, stieg Dodson vom Co- zum Cheftrainer der Kölner ProA-Herren auf. Er führte die Kölner zur Playoff-Teilnahme, dort schied man in der ersten Runde gegen den späteren Meister Mitteldeutscher BC aus. Mit der Verpflichtung des neuen Cheftrainers Denis Wucherer Ende Mai 2017 kehrte Dodson auf den Posten des Assistenten zurück.
Nach Wucherers Weggang aus Köln nach dem Ende der Saison 2017/18 und dem Rückzug der Mannschaft in die 2. Bundesliga ProB wurde Dodson Mitte Mai 2018 erneut zum Cheftrainer befördert. Er verpasste mit den Kölnern im Spieljahr 2018/19 den Klassenerhalt in der ProB, damit endete seine Amtszeit bei den Rheinländern. Im Sommer 2021 wurde Dodson Assistenztrainer beim Drittligisten SG ART Giants Düsseldorf und übernahm ebenfalls das Amt des Cheftrainers der Düsseldorfer Mannschaft in der Nachwuchs-Basketball-Bundesliga. Er trug als Assistenztrainer zum Aufstieg der Düsseldorfer Herrenmannschaft in die 2. Bundesliga ProA bei. Dodson war bis zum Ende der Saison 2022/23 in Düsseldorf beschäftigt.